# Fast & Furious
Fast & Furious és una pel·lícula estatunidenca dirigida per Justin Lin, estrenada el 3 d'abril de 2009 als Estats Units, Canadà, Espanya i Mèxic. És la quarta producció de la sèrie The Fast and the Furious, tanmateix, la història és cronològicament seqüela del primer i segon film, ja que els esdeveniments ocorren abans del tercer llargmetratge. Ha estat doblada i subtitulada al català.

## Argument
El fugitu i exempresonat Dom Toretto (Vin Diesel) i el detectiu Brian O'Conner (Paul Walker) es tornen a trobar a Los Angeles i segueixen portant-se igual de malament. No obstant això, obligats a enfrontar-se a un enemic comú, no els queda més remei que unir les seves forces si el volen vèncer.
Després d'atracar a un convoy, els dos protagonistes descobriran que si volen venjar-se, hauran d'arribar al límit de les seves possibilitats davant del volant.

## Repartiment
- Vin Diesel: Dominic "Dom" Toretto
- Paul Walker: Brian O'Conner
- Michelle Rodriguez: Leticia "Letty" Ortiz
- Jordana Brewster: Mia Toretto
- John Ortiz: Ramon Campos/Arturo Braga
- Laz Alonso: Fenix Rise
- Sung Kang: Han Lue
- Don Omar: Don Omar
- Tego Calderón: Tego Leo
- Gal Gadot: Gisele Harabo
- Jack Conley: Penning
- Shea Wigham: Ben Stasiak
- Liza Lapira: Sophie Trinh
- Mirtha Michelle: Cara Mirtha
- Greg Cipes: Dwight Mueller
- Ron Yuan: David Park
- Neil Brown Jr.: Malik Herzon
- Wilmer Calderon: Tash Barilla
- Brandon T. Jackson: Alex

## Pròleg
El començament de la pel·lícula consta d'un pròleg de 20 minuts dirigit per Vin Diesel i filmat a la República Dominicana durant l'estiu de 2008. Té lloc quan estava dirigint la segona pel·lícula (The Fast and the Furious), el qual se centra amb Dom i Letty. També surt quan introdueix el caràcter Han (Kang) de la tercera pel·lícula, The Fast and the Furious: Tokyo Drift.

## Automòbils
Els automòbils utilitzats en Fast i Furious són:
- Alfa Romeo Brera 3.2 JTS V6 Q4 SkyWindow, special edition 400 cv, 2009
- Buick Regal GNX "Grand National" de Dominic "Dom" Toretto i Leticia "Letty" Ortiz
- Chevrolet Chevelle de Dominic "Dom" Toretto
- Plymouth Road Runner de Leticia "Letty" Ortiz
- Nissan Skyline GT-R R34 de Brian O'Conner
- Subaru Impreza WRX STI de Brian O'Conner
- Dodge Charger de Dominic "Dom" Toretto
- Nissan Silvia de Silvia Driver
- Ford Gran Torino de Fenix Calderon
- Chevrolet Camaro F-Bomb de Dominic "Dom" Toretto
- Porsche Cayman de Gisele Yashaw

## Banda sonora
1. Rye Rye & M.I.A. - "Bang" - Produïda per Blaqstarr[5]
2. Busta Rhymes - "G-Stro" - Produïda per The Neptunes[6]
3. Kenna - "Loose Wires" (found on Kenna's Make Sure They See My Face) - produïda per The Neptunes[6]
4. Pitbull feat. Pharrell - "Blanco" - Produïda per The Neptunes[6]
5. Pitbull feat. Lil Jon - "Krazy" (found on Pitbull's Rebelution) - Produïda per Frederico Franchi, Lil Jon[6]
6. Tego Calderón feat. Pitbull - "You Slip, She Grip" - Produïda per The Neptunes[6]
7. Shark City Click feat. Pharrell Williams - "Head Bust" - Produïda per The Neptunes[6]
8. Pitbull feat. Robin Thicke - "Bad Girls" - Produïda per The Neptunes[6]
9. Don Omar - "Virtual Diva" (found on Don Omar's iDon) - Produïda per Armando Rosario[6]
10. Tasha - "La Isla Bonita" - Produïda per J. Drew Sheard II[6]
11. Pitbull feat. Pharrell - "Blanco" (Spanish) - Produïda per The Neptunes[6]